# Camilla Søeberg
Camilla Søeberg, född 9 juni 1966, är en dansk skådespelare.
Søeberg filmdebuterade år 1984 i Bille Augusts film Tro, hopp och kärlek (Tro, håb och kærlighed). I Dušan Makavejevs film Manifesto (1988) spelade hon huvudrollen som Svetlana Vargas. År 1996 spelade hon Eva Braun i filmen The Empty Mirror.